# 蕭定一
蕭 定一（シウ・ティンヤット、1974年11月11日 - ）は、香港の実業家、ドラマプロデューサーである。
2001年頃より、ドラマプロデューサーとして活動しはじめ、台湾の周渝民（ヴィック・チョウ）と韓国の朴恩惠（パク・ウネ）が共演した『Silence』（原題：深情密碼）」や、呉鎮宇と黄子華が共演した「大冒険家(原題)」などをプロデュースした。
同じころ、父親の蕭若元と共に、テレビドラマ制作やマネージメントを手がける一文元創作室有限公司(ワンドル・プロダクション)を設立。2003年には、社名を一元製作室有限公司に変更した。
2006年、1998年度ミス香港第3位の呉文忻を口説き落とし、ワンドル・プロに所属させ、自らマネージメントを手掛ける。
現在、インターネットラジオ局のMyRadio(en)にて、「大娯楽家」と「大把戯」のパーソナリティを務めている。

## テレビドラマ
- 2001年：「齊天大聖孫悟空」
- 2002年：「法内情2002」
- 2003年：「カンフーサッカー（原題：功夫足球）」
- 2003年：「齊宣王与鍾無艶」
- 2004年：「伙頭智多星」
- 2005年：「深情密碼」
- 2005年：「大冒険家」